# Sinthusa tomokoae
Sinthusa tomokoae är en fjärilsart som beskrevs av Hayashi och Iwanaga 1974. Sinthusa tomokoae ingår i släktet Sinthusa och familjen juvelvingar. Inga underarter finns listade i Catalogue of Life.